# Martha Randall
Martha Irene Randall (* 12. Juni 1948 in Chicago) ist eine ehemalige amerikanische Schwimmerin, Olympiamedaillengewinnerin und ehemalige Weltrekordhalterin.
Als 16-Jährige hat Randall an den Olympischen Spielen 1964 in Tokio teilgenommen. Sie erhielt in Japan eine Bronzemedaille für ihre Leistung auf dem dritten Platz der 400 Meter Lagen in 5:24,2 min hinter ihren amerikanischen Teamkolleginnen, Donna de Varona und Sharon Finneran, die den ersten und zweiten Platz belegten.
Randall hat dazu beigetragen, dass am 28. September 1964 eine neue Weltrekordzeit aufgestellt wurde: 4:34,6 min in der 4-mal-100-Meter-Lagenstaffel als Mitglied eines US-Teams, das aus Cathy Ferguson, Cynthia Goyette und Kathy Ellis bestand. Der Rekord wurde zwanzig Tage später von einem anderen US-Team bei den Olympischen Spielen 1964 gebrochen.